# Lengua de signos azerbaiyana
La lengua de signos azerbaiyana (en azerí: Azərbaycan işarət dili, AİD) es la lengua de signos utilizada principalmente por los sordos y personas que viven o se relacionan con ellos en Azerbaiyán. Al igual que otras lenguas de signos, la AİD tiene una gramática única que es diferente de las demás lenguas de signos utilizadas en la región del Cáucaso. Aunque hay aproximadamente 78.000 personas sordas en Azerbaiyán, la mayoría de ellas utilizan la lengua de signos turca (TİD) como su principal lengua de signos.
La lengua de signos azerbaiyana no tiene ningún código lingüístico. No está reconocida como lengua oficial por Azerbaiyán.
La lengua de signos azerbaiyana se basa en la lengua de signos rusa (RSL) y está relacionada con la lengua de signos turca (TİD).

## Historia
Hay una cantidad significativa de personas sordas en Azerbaiyán. La más famosa de ellas fue Bahruz Kangarli, un pintor y artista gráfico azerbaiyano. Hay dos escuelas para sordos en Azerbaiyán que solo atienden a miembros de la comunidad sorda azerbaiyana. Aunque su lengua de signos no está reconocida como lengua oficial, la comunidad de sordos de Azerbaiyán es miembro de la Federación Mundial de Sordos (WDF). En las conferencias y reuniones internacionales se utiliza la lengua de signos rusa (RSL) en lugar de la lengua de signos azerbaiyana (AİD).